# Jason Sudeikis
Jason Sudeikis né le 18 septembre 1975 à Fairfax (Virginie), est un acteur et scénariste américain.
Ayant commencé sa carrière dans l'improvisation comique, il intègre le Saturday Night Live comme auteur de sketchs en 2003, avant de devenir membre du casting entre 2005 à 2013. Parallèlement, il prête sa voix à l'un des protagonistes de la série d'animation The Cleveland Show.
Au cinéma, il est connu pour ses rôles dans plusieurs comédies potaches : Bon à tirer (BAT), Comment tuer son boss ?, et Les Miller, une famille en herbe.
Depuis 2020, il interprète le rôle principal de la série à succès Ted Lasso, série dont il est le co-auteur. Sa performance, ainsi que la série, ont été plusieurs fois récompensées aux Golden Globes Awards et aux Primetime Emmy Awards.

## Biographie
Jason Sudeikis est né le 18 septembre 1975 à Fairfax (Virginie).
Ses parents sont Kathryn Sudeikis (née Wendt) et Daniel Joseph Sudeikis. Il a deux sœurs, Kristin et Lindsay Sudeikis,.

## Carrière

### Révélation télévisuelle

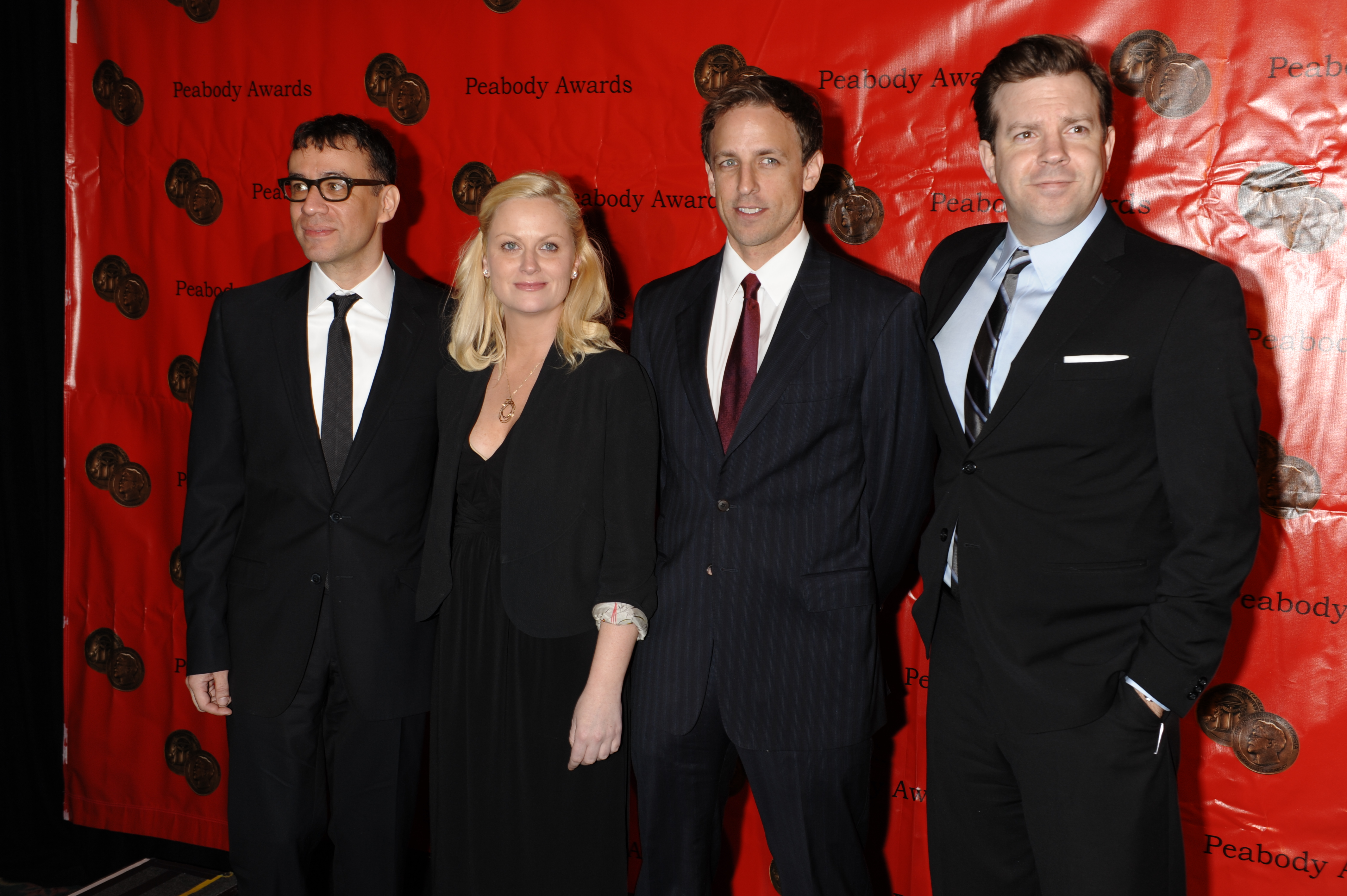
Le comédien à droite de ses partenaires de Saturday Night Live, Fred Armisen, Amy Poehler et Seth Meyers.

Neveu de l'acteur George Wendt, il est connu comme membre du casting du Saturday Night Live, émission de NBC pour laquelle il a officié entre 2003 et 2013.
Parmi les personnages qu'il a interprétés dans le show entre autres : Male A-Hole (« Two A-Holes… »), personnage qu'il interprète avec Kristen Wiig (qui joue la Female A-Hole), Gil, des nouvelles télévisées, un des gars de la « Song Memories », Ed Mahoney et l'officer Sikorsky.
Mais il parodie les personnalités parmi lesquels Bill Paxton (Bill Henrickson dans Big Love), Dane Cook, Dick Tracy, George W. Bush, Harry Connick, Jr., John Krasinski (Jim Halpert dans The Office), Joaquin Phoenix, Joe Biden, John King, Jon Bon Jovi, Jon Heder (en tant que Napoleon Dynamite), Josh Peck (de la sitcom Drake et Josh), Philip Seymour Hoffman, Richard Dawson, Richie Sambora, Ricky Gervais, Simon Cowell et Zack Snyder.
Il quitte l'émission en même temps que la star de la distribution, Kristen Wiig.

### Progression post-SNL
Il commence 2007 avec un petit rôle dans la comédie chorale The Ten, de David Wain ; puis en jouant les meilleurs amis dans la comédie romantique Watching the Detectives, portée par le tandem Cillian Murphy/Lucy Liu ; enfin en évoluant dans le casting hollywoodien de
Meet Bill.
En 2008, il retrouve l'esprit de SNL en participant à la comédie Semi-pro, avec Will Ferrell. Et en 2008, il apparait dans la comédie musicale The Rocker, avec Rainn Wilson dans le rôle-titre.
Mais c'est surtout en continuant les seconds rôles loufoques dans des comédies romantiques qu'il continue à progresser : en 2008 Jackpot, avec Ashton Kutcher et Cameron Diaz - puis deux productions sorties en 2010 : Le Chasseur de primes, avec Jennifer Aniston et Gerard Butler, et enfin Trop loin pour toi, avec Drew Barrymore et Justin Long.

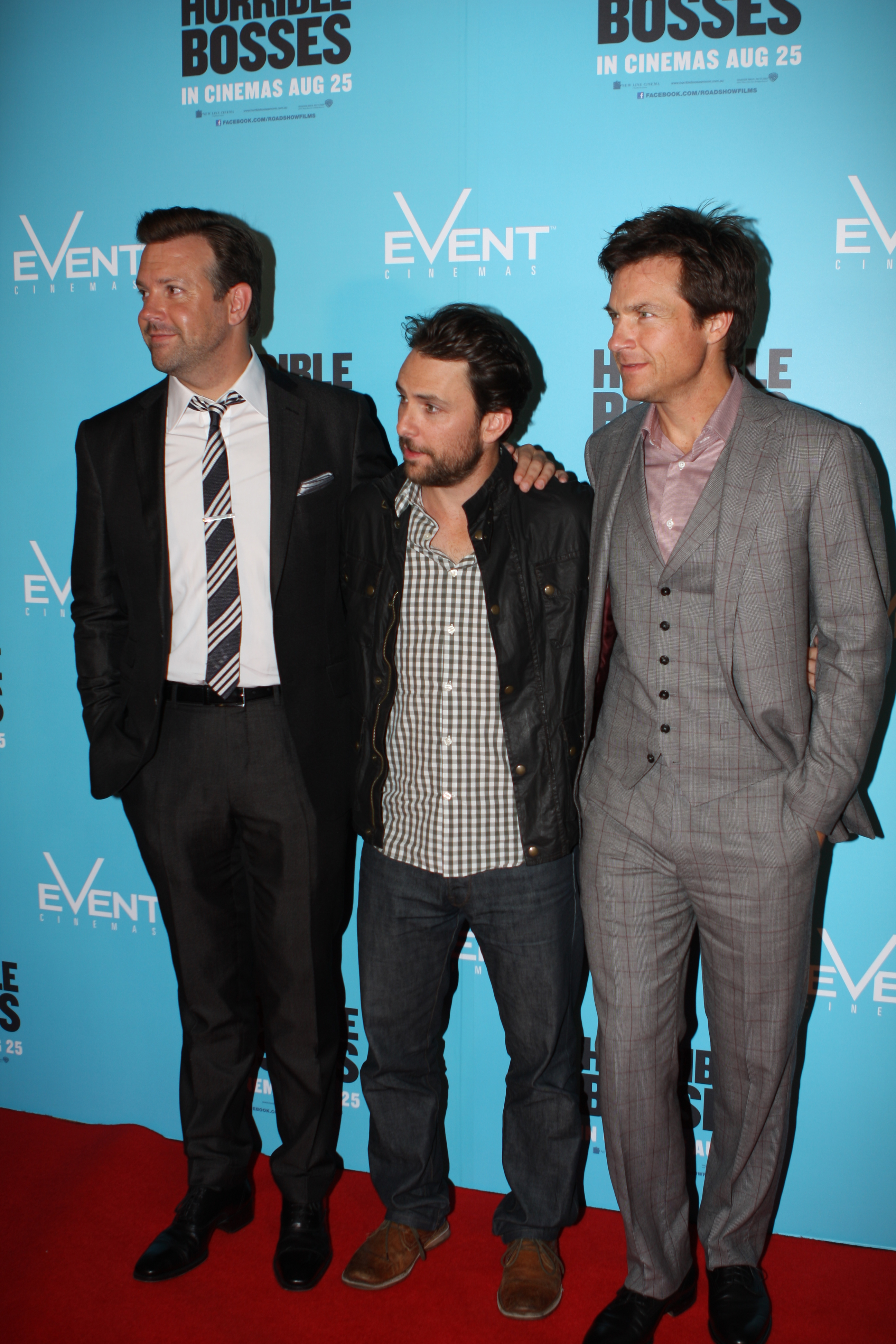
L'acteur aux côtés de Charlie Day et Jason Bateman, ses partenaires dans Comment tuer son boss ?, en août 2011.

L'année 2011 lui permet enfin de percer sur grand écran : d'abord en partageant avec Owen Wilson l'affiche de la comédie potache Bon à tirer (BAT) de Peter et Bobby Farrelly ; puis en faisant partie du trio d'acteurs de télévision - aux côtés de Charlie Day et Jason Bateman - réuni pour interpréter des employés décidés à se venger de leurs patrons respectifs - incarnés par un trio de stars - Jennifer Aniston, Colin Farrell et Kevin Spacey dans la comédie Comment tuer son boss ?. Durant la même période, il est d'ailleurs invité par Charlie Day pour apparaitre dans deux épisodes de sa sitcom Philadephia.
Enfin, il tient le premier rôle de la comédie dramatique indépendante A Good Old Fashioned Orgy, de Alex Gregory et Peter Huyck. Il y est entouré d'une poignée d'acteurs de télévision, dont son collègue de SNL, Will Forte.
En 2012, il capitalise sur cette exposition en tenant un rôle important dans la comédie Moi, député, opposant les stars du rire Will Ferrell et Zach Galifianakis, sous la direction de Jay Roach. Et il joue dans l'un des segments de la comédie à sketches My Movie Project.
Parallèlement à cette progression cinématographique : il ne délaisse pas la télévision, en participant aux projets de ses ex-collègues de SNL : entre 2007 et 2010, il joue ainsi Floyd dans 12 épisodes de la sitcom écrite, produite et interprétée par Tina Fey, 30 Rock ; en 2011 et 2014, il retrouve son ami Fred Armisen pour deux épisodes de la décalée Portlandia ; et en 2008, il joue l'un des médecins loufoques de Childrens Hospital, également le temps de deux épisodes.
Par ailleurs, entre 2012 et 2013, il joue dans 6 épisodes de la série Kenny Powers. Et surtout, entre 2009 et 2013, il double l'un des personnages principaux de la série d'animation The Cleveland Show. Soit 82 épisodes.

### Tête d'affiche
L'année 2013 est marquée par deux succès, dans des registres très différents : d'abord le salué drame indépendant Drinking Buddies, de Joe Swanberg, puis dans l'énorme succès commercial Les Miller, une famille en herbe, de Rawson Marshall Thurber, pour laquelle il est enfin amené à former un couple avec Jennifer Aniston.
Sa carrière est lancée. En 2014, il remet le couvert pour le commercial Comment tuer son boss 2, cette fois réalisée par Sean Anders, mais en 2015, il partage l'affiche de la remarquée comédie romantique indépendante Jamais entre amis avec Alison Brie, puis de la plus dramatique Tumbledown, face cette fois à Rebecca Hall.
En 2016, il s'aventure dans un registre dramatique avec le biopic sportif La Couleur de la victoire, de Stephen Hopkins. Mais retrouve ensuite ses deux registres de prédilection - la comédie romantique, cette fois en intégrant la distribution quatre étoiles réunie par Garry Marshall pour Joyeuse fête des mères. Puis en formant avec Kristen Wiig, Zach Galifianakis et Owen Wilson les protagonistes du film d'action potache Les Cerveaux, de Jared Hess.
Entre 2015 et 2016, il joue dans 12 épisodes de la comédie The Last Man On Earth, écrite, produite et interprétée par Will Forte. Il y livre une interprétation plus dramatique que comique, dans le rôle du frère du héros.

## Vie privée

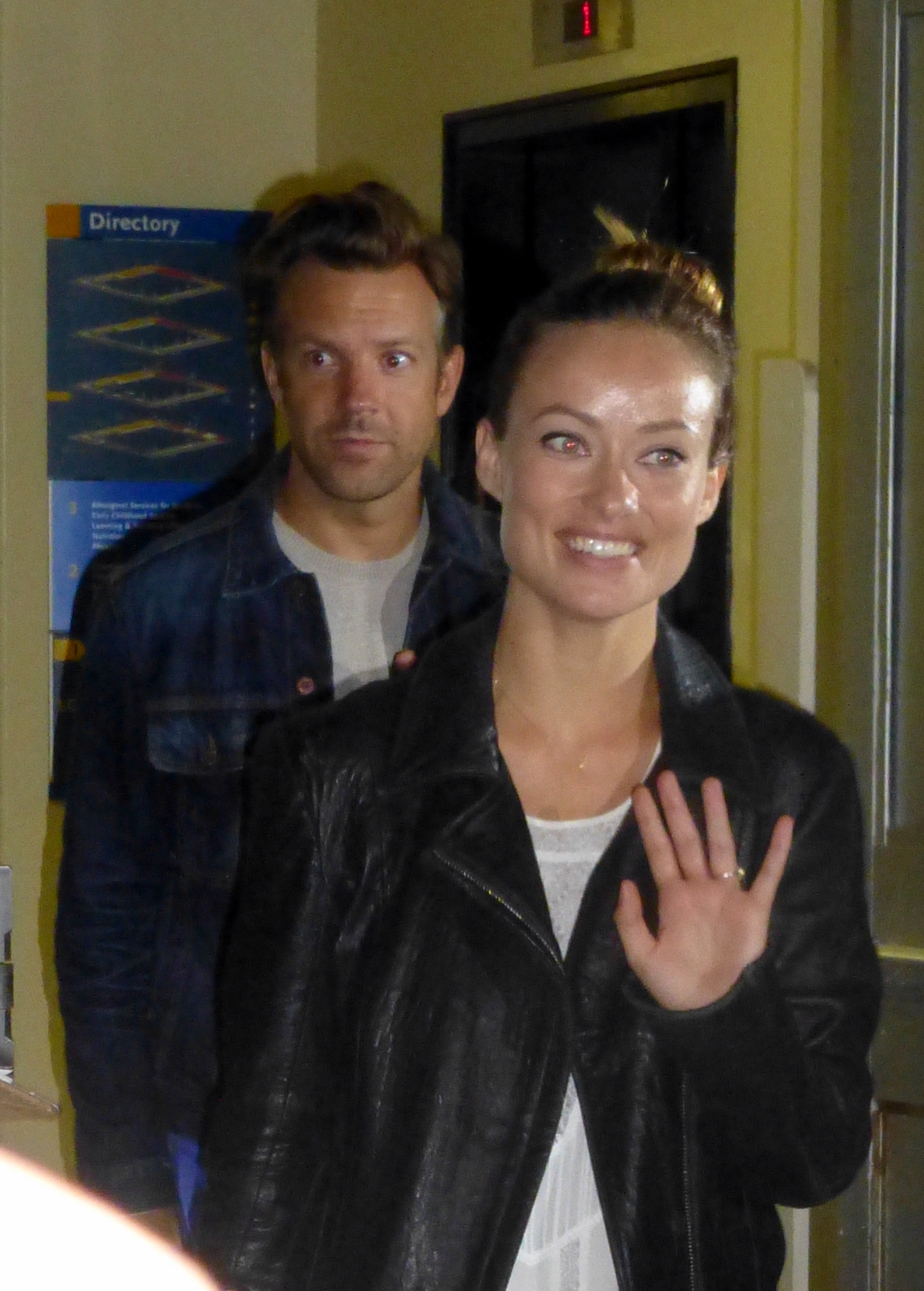
Derrière sa compagne Olivia Wilde, au TIFF 2013.

Après avoir été marié entre 2004 et 2010 à la scénariste Kay Cannon, il fréquente January Jones. Leur relation est officiellement terminée en septembre 2011.
De décembre 2011 à novembre 2020, il est en couple avec l'actrice Olivia Wilde. Ils se fiancent durant les vacances de Noël 2012. Elle accouche de leur fils Otis Alexander le 20 avril 2014. Le 11 octobre 2016, le couple accueille leur fille Daisy Josephine. Le couple se sépare en 2020.

## Filmographie

### Cinéma

#### Longs métrages
- 2007 : The Ten de David Wain : Tony Contiella
- 2007 : Watching the Detectives de Paul Soter : Jonathan
- 2007 : Meet Bill de Bernie Goldmann et Melisa Wallack : Jim Whittman
- 2008 : Jackpot (What Happens in Vegas) de Tom Vaughan : Mason
- 2008 : The Rocker de Peter Cattaneo : David Marshall
- 2008 : Semi-pro (Semi-Pro) de Kent Alterman : Un fan
- 2010 : Le Chasseur de primes (The Bounty Hunter) d'Andy Tennant : Stewart
- 2010 : Trop loin pour toi (Going the Distance) de Nanette Burstein : Box
- 2011 : Bon à tirer (BAT) (Hall Pass) de Peter et Bobby Farrelly : Fred
- 2011 : Comment tuer son boss ? (Horrible Bosses) de Seth Gordon : Kurt Buckman
- 2011 : A Good Old Fashioned Orgy d'Alex Gregory et Peter Huyck : Eric
- 2012 : Moi, député (The Campaign) de Jay Roach : Mitch
- 2013 : My Movie Project (Movie 43) de James Duffy : le faux Batman, (sketch Super Hero Speed Dating)
- 2013 : Drinking Buddies de Joe Swanberg : Gene Dentler
- 2013 : Les Miller, une famille en herbe (We're the Millers) de Rawson Marshall Thurber : David Burke
- 2013 : Epic : La Bataille du royaume secret (Epic) de Chris Wedge : Bomba (voix)
- 2014 : Comment tuer son boss 2 (Horrible Bosses 2) de Sean Anders : Kurt Buckman
- 2015 : Jamais entre amis (Sleeping with Other People) de Leslye Headland : Jake
- 2015 : Après l'hiver (Tumbledown) de Sean Mewshaw : Andrew McCabe
- 2016 : Les Cerveaux (Masterminds) de Jared Hess : Mike McKinney
- 2016 : Joyeuse fête des mères (Mother's Day) de Garry Marshall : Bradley
- 2016 : La Couleur de la victoire (Race) de Stephen Hopkins : Larry Snyder
- 2016 : Angry Birds, le film (The Angry Birds Movie) de Clay Kaytis et Fergal Reilly : Red (voix)
- 2017 : Colossal de Nacho Vigalondo : Oscar
- 2017 : Permission de Brian Crano : Glenn
- 2017 : Downsizing d'Alexander Payne : Dave Johnson
- 2017 : Kodachrome de Mark Raso : Matt Ryder
- 2018 : Driven de Nick Hamm : Jim Hoffman
- 2018 : Nouvelle Génération (Next Gen) de Kevin R. Adams et Joe Ksander : Justin Pin / Arès (voix)
- 2019 : Angry Birds : Copains comme cochons (The Angry Birds Movie 2) de John Rice et Thurop Van Orman : Red (voix)
- 2019 : Booksmart d'Olivia Wilde : Principal Brown
- 2021 : South of Heaven d'Aharon Keshales : Jimmy Ray
- 2023 : Fool's Paradise de Charlie Day : Lex Tanner
- 2024 : Hitpig de David Feiss et Cinzia Angelini : Hitpig (voix)

#### Courts métrages
- 2015 : The Jay Z Story d'Oz Rodriguez et Matt Villines : Kanye West
- 2019 : Lady Liberty de Taylor Nagel : Tommy
- 2020 : Mouthpiece de Yaron Lotan : Le saxophone (voix)

### Télévision

#### Séries télévisées
- 2007 : Wainy Days : Handsome David
- 2007 - 2010 : 30 Rock : Floyd
- 2008 : Childrens Hospital : Dr Robert "Bobby" Fiscus
- 2008 : The Line : Le manager
- 2009 - 2013 : The Cleveland Show : Buddy / Larry / Guy /  Holt Richter / Terry Kimple (voix)
- 2010 - 2011 : Philadelphia : Schmitty
- 2011 / 2014 : Portlandia : Aliki / Kim
- 2012 - 2013 : Kenny Powers : Cole Gerard / Shane Gerard
- 2013 : Robot Chicken : Badz-Maru / Un fermier (voix)
- 2015 - 2018 : The Last Man On Earth : Mike Miller
- 2016 - 2017 : Son of Zorn : Zorn (voix)
- 2017 : Detroiters : Carter Grant
- 2017 : aka Wyatt Cenac : Everett
- 2018 : I Love You, America : Richard Nixon
- 2019 : The Mandalorian : Un scout-troopers qui poursuit Kuiil
- 2019 : Ask the StoryBots : Le plombier (voix)
- 2020 : Scooby-Doo et Compagnie (Scooby-Doo and Guess Who?) : Lui-même (voix)
- 2020 - 2023 : Ted Lasso : Ted Lasso
- 2021 - 2024 : Hit-Monkey : Bryce (voix)

#### Téléfilm
- 1998 : Alien Avengers II de Dave Payne : Chester

### Jeu vidéo
- 2008 : Grand Theft Auto IV : Richard Bastion (voix)

### Emissions de télévision
- 2008 : Saturday Night Live: Weekend Update Thursday : Mark Ladue / Todd Palin / Un joueur de basketball / Glenn Beck / Roger Baines

### Producteur exécutif
- 2016 : The Book of Love de Bill Purple
- 2017 - 2018 : Detroiters (11 épisodes)
- 2020 - 2023 : Ted Lasso (37 épisodes)

#### Producteur consultant
- 2024 : Hit-Monkey (37 épisodes)

### Scénariste
- 2003 - 2005 : Saturday Night Live (37 épisodes)
- 2014 : Garfunkel and Oakes (saison 1, épisode 6)
- 2020 - 2023 : Ted Lasso (34 épisodes)

## Distinctions

### Récompenses
- Golden Globes 2021 : Meilleur acteur dans une série télévisée musicale ou comique pour Ted Lasso[7]
- Screen Actors Guild Awards 2021 : Meilleur acteur dans une série comique pour Ted Lasso
- Critics' Choice Television Awards 2021 : Meilleur acteur dans une série comique  pour Ted Lasso
- Emmy Awards 2021 : Meilleur acteur dans une série télévisée comique pour Ted Lasso
- Golden Globes 2022 : Meilleur acteur dans une série télévisée musicale ou comique pour Ted Lasso
- Screen Actors Guild Awards 2022 : Meilleur acteur dans une série comique pour Ted Lasso
- Emmy Awards 2022 : Meilleur acteur dans une série télévisée comique pour Ted Lasso

### Nomination
- Golden Globes 2024 : Meilleur acteur dans une série télévisée musicale ou comique pour Ted Lasso

## Voix francophones
En version française, Jason Sudeikis est dans un premier temps doublé par Lionel Tua dans The Rocker, Stéphane Pouplard dans Meet Bill, Mathias Casartelli dans 30 Rock, Nicolas Lormeau dans Jackpot et Patrick Guillemin dans Le Chasseur de primes.
À partir du début des années 2010, Thierry Kazazian devient sa voix régulière, le doublant notamment dans Comment tuer son boss ?, Bon à tirer (B.A.T.), Moi, député, Les Miller, une famille en herbe, The Last Man on Earth, La Couleur de la victoire, Colossal, Downsizing ou encore Booksmart.
En parallèle, Lionel Tua le retrouve pour le personnage de Cole Gerald dans Kenny Powers, Frédéric Popovic le doublant pour le rôle de Shane Gerald dans la même série. Il est également doublé par Philippe Allard dans Kodachrome et Hit-Monkey ainsi que Constantin Pappas dans Ted Lasso et Jean-François Roubaud dans Fool's Paradise.
En version québécoise, Tristan Harvey est sa voix la plus régulière, le doublant notamment dans Méchants Patrons, La Campagne, Jamais entre amis, Les Cerveaux,10 secondes de liberté, Petit format ou encore Prèmieres de classe. Louis-Philippe Dandenault le double à quatre reprises dans Le Rocker, Le Chasseur de primes, Le Passe-Droit et Nous sommes les Miller, tandis que François Godin est sa voix dans Ça se passe à Vegas.